# Шарикоподшипниковский путепровод
Шарикоподши́пниковский путепрово́д — автомобильно-пешеходный путепровод в Москве, соединяющий Южнопортовую и Шарикоподшипниковскую улицы. Проходит над железнодорожными путями Малого кольца Московской железной дороги. Пролётные строения выполнены из сборного, предварительно напряжённого железобетона.
Название получил по Шарикоподшипниковской улице.

## История
Путепровод был сооружён в 1966 году (инженер В. Н. Константинов и архитектор К. Н. Яковлев).